# Prima Carta cagliaritana

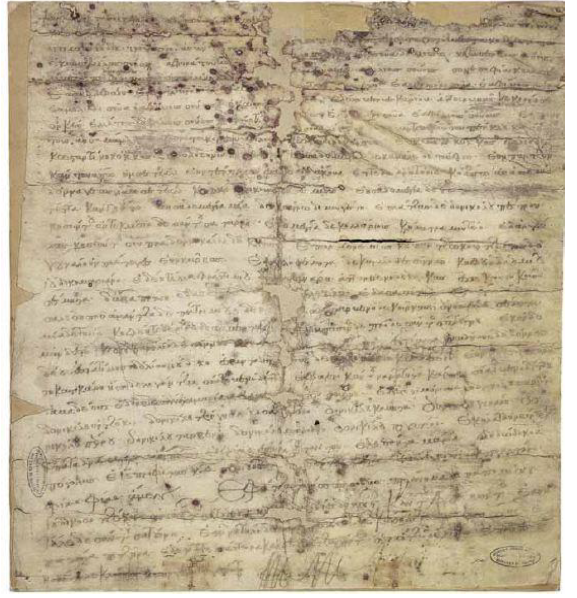
Prima Carta cagliaritana

La Prima Carta cagliaritana è una delle più antiche testimonianze scritte della lingua sarda. Venne redatta nel giudicato di Cagliari intorno al 1089, durante il regno del giudice Costantino I Salusio II. 
Registra una donazione fatta da Costantino Salusio del monastero di San Saturnino ai monaci benedettini dell'abbazia di San Vittore di Marsiglia, confermando e accrescendo le concessioni stabilite dal padre Orzocco Torchitorio I. È conservata presso l’Archivio Dipartimentale di Marsiglia.
La particolarita di questo documento è che pur essendo in lingua sarda campidanese, è scritto con caratteri dell'alfabeto greco.